# Antonio de Jesús y María
Juan Antonio Salútregui y Uribarren (Guernica y Luno, 5 de febrero de 1902-Alcázar de San Juan, 26 de julio de 1936), más conocido por su nombre religioso Antonio de Jesús y María, fue un sacerdote católico español, religioso de la Orden de la Santísima Trinidad, fusilado por el Bando republicano, durante la Guerra Civil de España (1934-1936). Considerado mártir por la Iglesia católica, fue beatificado por el papa Francisco el 13 de octubre de 2013.

## Biografía
Juan Antonio Salútregui y Uribarren nació en Guernica y Luno (Vizcaya-España), el 5 de febrero de 1902, en el seno de una familia de profundos valores cristianos. Sus padres fueron Ambrosio Salútregui y Josefa Uribarren. Ingresó a la Orden de la Santísima Trinidad, en el convento de Algorta, donde vistió el hábito. Profesó sus votos 1918, tomando el nombre de Antonio de Jesús y María, en el Santuario de Nuestra Señora de la Aparecida, en Marrón (Cantabria). En esa misma ceremonia profesaron sus votos, los también considerados beatos por la Iglesia católica, Domingo del Santísimo Sacramento y Melchor del Espíritu Santo. Allí mismo profesó los votos solemnes el 3 de mayo de 1923. Finalmente, fue ordenado sacerdote por Manuel Basulto Jiménez (también venerado como beato), en el Palacio Episcopal de Jaén, el 29 de mayo de 1926. Desempeñó su ministerio como profesor de música en el seminario del Santuario de la Aparecida, en Belmonte y en Alcázar de San Juan.
Cuando estalló la Guerra Civil de España y, al interno de esta, la persecución contra la Iglesia católica, fue martirizado el 26 de julio de 1936, cuando milicianos del bando republicano le fusilaron junto a otros cinco compañeros trinitarios: Hermenegildo de la Asunción, Buenaventura de Santa Catalina, Francisco de San Lorenzo, Plácido de Jesús y Esteban de San José.

## Culto
La fama de santidad de los mártires de Alcázar de San Juan, Hermenegildo de la Asunción y sus compañeros, hizo que fuera introducida su causa en 1993. A este grupo pertenecía Antonio de Jesús y María. El decreto final fue firmado por el papa Benedicto XVI el 28 de julio de 2012.
Antonio de Jesús y María fue beatificado durante el pontificado de Francisco, el 13 de octubre de 2013, en la ceremonia presidida por el cardenal Angelo Amato, prefecto de la Congregación para las Causas de los Santos, en la ciudad de Tarragona, en la que se elevó a los altares a 522 mártires de España del siglo XX. Su fiesta se celebra el 6 de noviembre y sus reliquias se veneran en la iglesia de la Santísima Trinidad de Alcázar de San Juan.